# Pallacanestro Olimpia Milano 1992-1993
Questa voce raccoglie le informazioni riguardanti la Pallacanestro Olimpia Milano nelle competizioni ufficiali della stagione 1992-1993.

## Stagione
L'Olimpia, sponsorizzata Philips è affidata alla guida di Mike D'Antoni. In Coppa Italia supera Firenze al primo turno ma negli ottavi, nel doppio confronto nel settembre 1992, è eliminata da Siena.
La squadra milanese disputa il campionato di serie A1 e la coppa Korac. In coppa, dopo aver superato i primi turni e il girone dei quarti, in semifinale affronta Cantù vincendo tutte e due le partite e qualificandosi per la finale dove si trova ad affrontare Roma degli ex Casalini e Premier.
La Philips vince tutte e due le partite sia l'andata a Roma sia il ritorno al forum di Assago il 19 marzo 1993 conquistando così il trofeo per la seconda volta.
Nella regular season del campionato di serie A1 si classifica al secondo posto dietro la Virtus Bologna perdendo però nel finale di stagione l'americano Antonio Davis per infortunio. Nei play off incontra nei quarti Pesaro, vincendo la prima partita a Milano, venendo sconfitta a Pesaro e nella bella al forum di Assago il 17 aprile 1993 per 83 a 84 con conseguente eliminazione.

## Maglie
Il fornitore ufficiale del materiale tecnico per la stagione 1992-1993 è stata Kronos.

## Roster
| Philips Olimpia Milano 1992-93 | Philips Olimpia Milano 1992-93 |
| Giocatori                      | Staff tecnico                  |
| ------------------------------ | ------------------------------ |

| N. | Naz.                   | Ruolo | Nome                | Anno | Alt.   | Peso   |  |
| -- | ---------------------- | ----- | ------------------- | ---- | ------ | ------ |  |
| 4  | Jugoslavia (bandiera)  | P     | Aleksandar Đorđević | 1967 | 188 cm | 90 kg  |  |
| 5  | Italia (bandiera)      | G     | Flavio Portaluppi   | 1971 | 188 cm | 88 kg  |  |
| 6  | Italia (bandiera)      | G     | Marco Sambugaro     | 1971 | 196 cm | 88 kg  |  |
| 7  | Italia (bandiera)      | G     | Riccardo Pittis (C) | 1968 | 203 cm | 96 kg  |  |
| 9  | Italia (bandiera)      | G     | Fabrizio Ambrassa   | 1969 | 197 cm | 95 kg  |  |
| 12 | Italia (bandiera)      | G     | Antonello Riva      | 1962 | 196 cm | 96 kg  |  |
| 13 | Italia (bandiera)      | AC    | Davide Pessina      | 1968 | 206 cm | 106 kg |  |
| 14 | Italia (bandiera)      | C     | Marco Baldi         | 1966 | 208 cm | 107 kg |  |
| 15 | Italia (bandiera)      | C     | Paolo Alberti       | 1972 | 205 cm | 106 kg |  |
| 16 | Stati Uniti (bandiera) | AC    | Antonio Davis       | 1968 | 206 cm | 110 kg |  |
|    | Italia (bandiera)      | GA    | Alessandro Mamoli   | 1973 | 194 cm | 80 kg  |  |
|    | Italia (bandiera)      | G     | Massimo Re          | 1973 | 190 cm | 80 kg  |  |

| Allenatore                                                                                 |
| - Mike D'Antoni                                                                            |
| Assistente/i                                                                               |
| - Filippo Faina - Marco Crespi Legenda - (C) Capitano - (IN) Inattivo - Infortunato Roster |

## Mercato
L'Olimpia non rinnova il contratto ai due americani della stagione precedente e invece acquista il play jugoslavo Aleksandar Đorđević che aveva avuto modo di conoscere nella semifinale persa l'anno precedente contro il Partizan di Belgrado in Eurolega e l'ala americana Antonio Davis dal Panathinaikos. Montecchi viene ceduto a Varese mentre torna da Arese Flavio Portaluppi.

### Sessione estiva
| Acquisti | Acquisti              | Acquisti      | Acquisti   | Acquisti |
| R.       | Nome                  | da            | Modalità   |          |
| -------- | --------------------- | ------------- | ---------- | -------- |
| P        | Aleksandar Djordjevic | Partizan      | definitivo |          |
| G        | Flavio Portaluppi     | Aresium       | svincolato |          |
| AC       | Antonio Davis         | Panathīnaïkos | svincolato |          |

| Cessioni | Cessioni        | Cessioni       | Cessioni       | Cessioni |
| R.       | Nome            | a              | Modalità       |          |
| -------- | --------------- | -------------- | -------------- | -------- |
| AG       | Andrea Blasi    | Pall. Firenze  | fine contratto |          |
| G        | Piero Montecchi | Pall. Varese   | fine contratto |          |
| AG       | Johnny Rogers   | Pall. Varese   | fine contratto |          |
| C        | Darryl Dawkins  | Libertas Forlì | fine contratto |          |

### Dopo l'inizio della stagione
| Acquisti | Acquisti        | Acquisti   | Acquisti       | Acquisti   |
| R.       | Nome            | da         | Data           | Modalità   |
| -------- | --------------- | ---------- | -------------- | ---------- |
| G        | Marco Sambugaro | Free agent | settembre 1992 | svincolato |

| Cessioni | Cessioni | Cessioni | Cessioni | Cessioni |
| R.       | Nome     | a        | Data     | Modalità |
| -------- | -------- | -------- | -------- | -------- |

## Risultati

### Serie A

#### Stagione regolare

##### Girone d'andata
| Rimini 20 settembre 1992 1ª giornata      | Basket Rimini | 89 – 108 referto | Olimpia Milano | PalaFlaminio |
| Massimo Bernardi Allenatori Mike D'Antoni |               |                  |                |              |
|                                           |               |                  |                |              |
| Massimo Bernardi                          | Allenatori    | Mike D'Antoni    |                |              |

| Milano 27 settembre 1992 2ª giornata          | Olimpia Milano | 109 – 92 referto     | Montecatini S.C. |  |
| Mike D'Antoni Allenatori Gianfranco Benvenuti |                |                      |                  |  |
|                                               |                |                      |                  |  |
| Mike D'Antoni                                 | Allenatori     | Gianfranco Benvenuti |                  |  |

| Pistoia 4 ottobre 1992 3ª giornata       | Olimpia Pistoia | 88 – 94 referto | Olimpia Milano | PalaCarrara |
| Cesare Pancotto Allenatori Mike D'Antoni |                 |                 |                |             |
|                                          |                 |                 |                |             |
| Cesare Pancotto                          | Allenatori      | Mike D'Antoni   |                |             |

| Milano 11 ottobre 1992 4ª giornata       | Olimpia Milano | 97 – 70 referto | Pall. Cantù |  |
| Mike D'Antoni Allenatori Fabrizio Frates |                |                 |             |  |
|                                          |                |                 |             |  |
| Mike D'Antoni                            | Allenatori     | Fabrizio Frates |             |  |

| Roma 17 ottobre 1992 5ª giornata        | Virtus Roma | 95 – 98 referto | Olimpia Milano | Palazzo dello Sport |
| Paolo Di Fonzo Allenatori Mike D'Antoni |             |                 |                |                     |
|                                         |             |                 |                |                     |
| Paolo Di Fonzo                          | Allenatori  | Mike D'Antoni   |                |                     |

| Milano 22 ottobre 1992 6ª giornata           | Olimpia Milano | 96 – 82 referto     | LP Livorno |  |
| Mike D'Antoni Allenatori Gianfranco Lombardi |                |                     |            |  |
|                                              |                |                     |            |  |
| Mike D'Antoni                                | Allenatori     | Gianfranco Lombardi |            |  |

| Trieste 25 ottobre 1992 7ª giornata      | Pall. Trieste | 96 – 88 referto | Olimpia Milano | PalaTrieste |
| Bogdan Tanjevic Allenatori Mike D'Antoni |               |                 |                |             |
|                                          |               |                 |                |             |
| Bogdan Tanjevic                          | Allenatori    | Mike D'Antoni   |                |             |

| Milano 1 novembre 1992 8ª giornata      | Olimpia Milano | 85 – 67 referto | Reyer Venezia |  |
| Mike D'Antoni Allenatori Mario De Sisti |                |                 |               |  |
|                                         |                |                 |               |  |
| Mike D'Antoni                           | Allenatori     | Mario De Sisti  |               |  |

| Milano 8 novembre 1992 9ª giornata     | Olimpia Milano | 88 – 90 referto | V.L. Pesaro |  |
| Mike D'Antoni Allenatori Alberto Bucci |                |                 |             |  |
|                                        |                |                 |             |  |
| Mike D'Antoni                          | Allenatori     | Alberto Bucci   |             |  |

| Castel Morrone 21 novembre 1992 10ª giornata | Juvecaserta | 91 – 89 referto | Olimpia Milano | PalaMaggiò |
| Mauro Di Vincenzo Allenatori Mike D'Antoni   |             |                 |                |            |
|                                              |             |                 |                |            |
| Mauro Di Vincenzo                            | Allenatori  | Mike D'Antoni   |                |            |

| Milano 29 novembre 1992 11ª giornata     | Olimpia Milano | 90 – 95 referto | Viola R. Calabria |  |
| Mike D'Antoni Allenatori Carlo Recalcati |                |                 |                   |  |
|                                          |                |                 |                   |  |
| Mike D'Antoni                            | Allenatori     | Carlo Recalcati |                   |  |

| Torino 6 dicembre 1992 12ª giornata     | Auxilium Torino | 77 – 68 referto | Olimpia Milano | PalaRuffini |
| Federico Danna Allenatori Mike D'Antoni |                 |                 |                |             |
|                                         |                 |                 |                |             |
| Federico Danna                          | Allenatori      | Mike D'Antoni   |                |             |

| Fabriano 13 dicembre 1992 13ª giornata   | Fabriano Basket | 81 – 80 referto | Olimpia Milano | PalaIndesit |
| Massimo Mangano Allenatori Mike D'Antoni |                 |                 |                |             |
|                                          |                 |                 |                |             |
| Massimo Mangano                          | Allenatori      | Mike D'Antoni   |                |             |

| Milano 20 dicembre 1992 14ª giornata    | Olimpia Milano | 83 – 84 referto | Virtus Bologna |  |
| Mike D'Antoni Allenatori Ettore Messina |                |                 |                |  |
|                                         |                |                 |                |  |
| Mike D'Antoni                           | Allenatori     | Ettore Messina  |                |  |

| Villorba 23 dicembre 1992 15ª giornata | Pall. Treviso | 84 – 85 referto | Olimpia Milano | PalaVerde |
| Petar Skansi Allenatori Mike D'Antoni  |               |                 |                |           |
|                                        |               |                 |                |           |
| Petar Skansi                           | Allenatori    | Mike D'Antoni   |                |           |

##### Girone di ritorno
| Milano 29 dicembre 1992 16ª giornata      | Olimpia Milano | 98 – 74 referto  | Basket Rimini |  |
| Mike D'Antoni Allenatori Massimo Bernardi |                |                  |               |  |
|                                           |                |                  |               |  |
| Mike D'Antoni                             | Allenatori     | Massimo Bernardi |               |  |

| Montecatini Terme 3 gennaio 1993 17ª giornata | Montecatini S.C. | 76 – 82 referto | Olimpia Milano | PalaTerme |
| Gianfranco Benvenuti Allenatori Mike D'Antoni |                  |                 |                |           |
|                                               |                  |                 |                |           |
| Gianfranco Benvenuti                          | Allenatori       | Mike D'Antoni   |                |           |

| Milano 10 gennaio 1993 18ª giornata      | Olimpia Milano | 89 – 77 referto | Olimpia Pistoia |  |
| Mike D'Antoni Allenatori Cesare Pancotto |                |                 |                 |  |
|                                          |                |                 |                 |  |
| Mike D'Antoni                            | Allenatori     | Cesare Pancotto |                 |  |

| Cucciago 17 gennaio 1993 19ª giornata    | Pall. Cantù | 78 – 88 referto | Olimpia Milano | PalaPianella |
| Fabrizio Frates Allenatori Mike D'Antoni |             |                 |                |              |
|                                          |             |                 |                |              |
| Fabrizio Frates                          | Allenatori  | Mike D'Antoni   |                |              |

| Milano 23 gennaio 1993 20ª giornata      | Olimpia Milano | 94 – 85 referto | Virtus Roma |  |
| Mike D'Antoni Allenatori Franco Casalini |                |                 |             |  |
|                                          |                |                 |             |  |
| Mike D'Antoni                            | Allenatori     | Franco Casalini |             |  |

| Livorno 31 gennaio 1993 21ª giornata         | LP Livorno | 72 – 82 referto | Olimpia Milano | PalaMacchia |
| Gianfranco Lombardi Allenatori Mike D'Antoni |            |                 |                |             |
|                                              |            |                 |                |             |
| Gianfranco Lombardi                          | Allenatori | Mike D'Antoni   |                |             |

| Milano 6 febbraio 1993 22ª giornata      | Olimpia Milano | 102 – 90 referto | Pall. Trieste |  |
| Mike D'Antoni Allenatori Bogdan Tanjevic |                |                  |               |  |
|                                          |                |                  |               |  |
| Mike D'Antoni                            | Allenatori     | Bogdan Tanjevic  |               |  |

| Mestre 14 febbraio 1993 23ª giornata    | Reyer Venezia | 97 – 98 referto | Olimpia Milano | PalaTaliercio |
| Mario De Sisti Allenatori Mike D'Antoni |               |                 |                |               |
|                                         |               |                 |                |               |
| Mario De Sisti                          | Allenatori    | Mike D'Antoni   |                |               |

| Pesaro 21 febbraio 1993 24ª giornata   | V.L. Pesaro | 83 – 77 referto | Olimpia Milano | Vitrifrigo Arena |
| Alberto Bucci Allenatori Mike D'Antoni |             |                 |                |                  |
|                                        |             |                 |                |                  |
| Alberto Bucci                          | Allenatori  | Mike D'Antoni   |                |                  |

| Milano 28 febbraio 1993 25ª giornata       | Olimpia Milano | 92 – 75 referto   | Juvecaserta |  |
| Mike D'Antoni Allenatori Maurizio Bartocci |                |                   |             |  |
|                                            |                |                   |             |  |
| Mike D'Antoni                              | Allenatori     | Maurizio Bartocci |             |  |

| Reggio Calabria 6 marzo 1993 26ª giornata | Viola R. Calabria | 89 – 98 referto | Olimpia Milano | PalaCalafiore |
| Carlo Recalcati Allenatori Mike D'Antoni  |                   |                 |                |               |
|                                           |                   |                 |                |               |
| Carlo Recalcati                           | Allenatori        | Mike D'Antoni   |                |               |

| Milano 14 marzo 1993 27ª giornata       | Olimpia Milano | 102 – 84 referto | Auxilium Torino |  |
| Mike D'Antoni Allenatori Federico Danna |                |                  |                 |  |
|                                         |                |                  |                 |  |
| Mike D'Antoni                           | Allenatori     | Federico Danna   |                 |  |

| Milano 21 marzo 1993 28ª giornata        | Olimpia Milano | 112 – 99 referto | Fabriano Basket |  |
| Mike D'Antoni Allenatori Massimo Mangano |                |                  |                 |  |
|                                          |                |                  |                 |  |
| Mike D'Antoni                            | Allenatori     | Massimo Mangano  |                 |  |

| Casalecchio di Reno 25 marzo 1993 29ª giornata | Virtus Bologna | 98 – 90 referto | Olimpia Milano | Unipol Arena |
| Ettore Messina Allenatori Mike D'Antoni        |                |                 |                |              |
|                                                |                |                 |                |              |
| Ettore Messina                                 | Allenatori     | Mike D'Antoni   |                |              |

| Milano 28 marzo 1993 30ª giornata     | Olimpia Milano | 90 – 87 referto | Pall. Treviso |  |
| Mike D'Antoni Allenatori Petar Skansi |                |                 |               |  |
|                                       |                |                 |               |  |
| Mike D'Antoni                         | Allenatori     | Petar Skansi    |               |  |

#### Play-off

##### Quarti di finale
| Assago 6 aprile 1993 Gara 1            | Olimpia Milano | 87 – 77 referto | V.L. Pesaro | Forum di Milano |
| Mike D'Antoni Allenatori Alberto Bucci |                |                 |             |                 |
|                                        |                |                 |             |                 |
| Mike D'Antoni                          | Allenatori     | Alberto Bucci   |             |                 |

| Pesaro 10 aprile 1993 Gara 2           | V.L. Pesaro | 106 – 95 referto | Olimpia Milano | Vitrifrigo Arena |
| Alberto Bucci Allenatori Mike D'Antoni |             |                  |                |                  |
|                                        |             |                  |                |                  |
| Alberto Bucci                          | Allenatori  | Mike D'Antoni    |                |                  |

| Assago 17 aprile 1993 Gara 3           | Olimpia Milano | 83 – 84 referto | V.L. Pesaro | Forum di Milano |
| Mike D'Antoni Allenatori Alberto Bucci |                |                 |             |                 |
|                                        |                |                 |             |                 |
| Mike D'Antoni                          | Allenatori     | Alberto Bucci   |             |                 |

### Coppa Korać

#### Turno preliminare
| Arbitri: | Jan Herweijer Alain Styl |

|  |            |               |
|  | Allenatori | Mike D'Antoni |

| Arbitri: | Wolfgang Ockert Luca Carlini |

|               |            |  |
| Mike D'Antoni | Allenatori |  |

| Arbitri: | Ladislav Janac Peter Poiger |

|  |            |               |
|  | Allenatori | Mike D'Antoni |

| Arbitri: | Wieslaw Zych Efim Resser |

|               |            |  |
| Mike D'Antoni | Allenatori |  |

#### Fase a gironi
| Arbitri: | Bruno Gasperin Assa Kaminer |

|                    |            |               |
| Kōstas Petropoulos | Allenatori | Mike D'Antoni |

| Arbitri: | Antonio Pimentel Ales Kamnikar |

|               |            |                  |
| Mike D'Antoni | Allenatori | Gustavo Aranzana |

| Arbitri: | Angel Recuenco Horst Weichert |

|               |            |               |
| Abdou N'Diaye | Allenatori | Mike D'Antoni |

| Arbitri: | Stephen Field Alain Styl |

|               |            |                    |
| Mike D'Antoni | Allenatori | Kōstas Petropoulos |

| Arbitri: | Johannes Ennik Robert Iliffe |

|                  |            |               |
| Gustavo Aranzana | Allenatori | Mike D'Antoni |

| Arbitri: | Vicente Sanchis Michel Zegwaard |

|               |            |               |
| Mike D'Antoni | Allenatori | Abdou N'Diaye |

#### Fase a eliminazione diretta
| Arbitri: | Anguel Ivanov Lars Klaar |

|               |            |               |
| Vlade Đurović | Allenatori | Mike D'Antoni |

| Arbitri: | Danko Radic Reinhard Bachmayer |

|               |            |               |
| Mike D'Antoni | Allenatori | Vlade Đurović |

| Arbitri: | Anguel Ivanov Carl Jungebrand |

|                 |            |               |
| Fabrizio Frates | Allenatori | Mike D'Antoni |

| Arbitri: | Krzysztof Koralewski Iztok Rems |

|               |            |                 |
| Mike D'Antoni | Allenatori | Fabrizio Frates |

| Arbitri: | Danko Radic Miguel Betancor |

|                 |            |               |
| Franco Casalini | Allenatori | Mike D'Antoni |

| Arbitri: | David Dagan Nikolaos Pitsilkas |

|               |            |                 |
| Mike D'Antoni | Allenatori | Franco Casalini |

### Coppa Italia
| Firenze 8 settembre 1992 Sedicesimi di finale - Andata | Pall. Firenze | 77 – 92       | Olimpia Milano |  |
| Marcello Perazzetti Allenatori Mike D'Antoni           |               |               |                |  |
|                                                        |               |               |                |  |
| Marcello Perazzetti                                    | Allenatori    | Mike D'Antoni |                |  |

| Milano 10 settembre 1992 Sedicesimi di finale - Ritorno | Olimpia Milano | 99 – 85             | Pall. Firenze |  |
| Mike D'Antoni Allenatori Marcello Perazzetti            |                |                     |               |  |
|                                                         |                |                     |               |  |
| Mike D'Antoni                                           | Allenatori     | Marcello Perazzetti |               |  |

| Siena 13 settembre 1992 Ottavi di finale - Andata | Mens Sana Siena | 94 – 78       | Olimpia Milano | PalaEstra |
| Valerio Bianchini Allenatori Mike D'Antoni        |                 |               |                |           |
|                                                   |                 |               |                |           |
| Valerio Bianchini                                 | Allenatori      | Mike D'Antoni |                |           |

| Milano 17 settembre 1992 Ottavi di finale - Ritorno | Olimpia Milano | 84 – 75           | Mens Sana Siena |  |
| Mike D'Antoni Allenatori Valerio Bianchini          |                |                   |                 |  |
|                                                     |                |                   |                 |  |
| Mike D'Antoni                                       | Allenatori     | Valerio Bianchini |                 |  |